# Piula andina
La piula andina (Anthus bogotensis) és un ocell de la família dels motacíl·lids (Motacillidae).

## Hàbitat i distribució
habita praderies dels Andes, des de Colòmbia i nord-oest de Veneçuela, cap al sud, a través de l'Equador, Perú i oest de Bolívia fins l'oest de l'Argentina.